# Route 12 (Bolivie)
Pour les articles homonymes, voir Route 12.
 (novembre 2023).
Si vous disposez d'ouvrages ou d'articles de référence ou si vous connaissez des sites web de qualité traitant du thème abordé ici, merci de compléter l'article en donnant les références utiles à sa vérifiabilité et en les liant à la section « Notes et références ».
La route 12 (en espagnol : Ruta 12) est une route nationale de l'État plurinational de Bolivie, située dans le département d'Oruro. 
La route est ajoutée au réseau routier national (Red Vial Fundamental) par le décret suprême 25134 du 31 août 1998. 

## Tracé
La route s'étend sur une distance de 279 kilomètres et est pavée sur la majeure partie de sa longueur, à l'exception de la section de 32 kilomètres entre Villa Copacabana et Ancaravi. La route 12 traverse l'Altiplano bolivien du sud-ouest au nord-est, de la Cordillère occidentale à la Cordillère orientale. 
La route traverse le département d'Oruro sur toute sa longueur, dans une orientation sud-ouest–nord-est. Elle commence au sud-ouest dans le prolongement de la route chilienne 15 à Pisiga Bolívar et se termine au nord-est au village d'Ocotavi au croisement de la route 4, qui traverse toute la Bolivie d'ouest en est, de Tambo Quemado à l'ouest à Puerto Busch à l'est.

## Villes traversées

### Département d'Oruro
- km 0 : Pisiga Bolivar
- km 2 : Pisiga Sucre
- km 10 : Pagador
- km 43 : Sabaya
- km 64 : Esmeralda
- km 71 : Huachacalla
- Km 118 : Opoqueri
- Km 143 : Ancaravi
- km 170 : Villa Copacabana
- km 195 : Toledo
- Km 205 : Challacollo
- km 232 : Oruro
- km 262 : Paria
- km 268 : Soracachi
- km 279 : Ocotavi